# 사비트 다물라 압둘바키

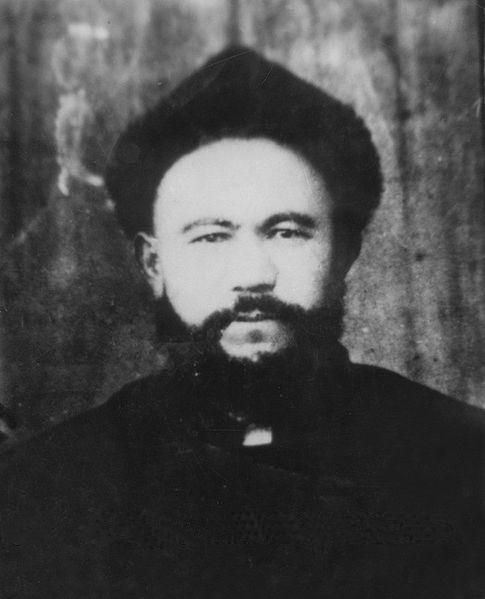
사비트 다물라 압둘바키

사비트 다물라 압둘바키(1883년 아투스 시 ~ 1934년 우루무치 시, 위구르어: سابىت داموللا عبدالباقى)는 동튀르키스탄의 정치인이다.
1933년 11월 12일부터 1934년 2월 6일까지 동튀르키스탄 제1공화국의 총리를 역임했으며 범튀르크주의를 제창했다. 1934년 5월 동튀르키스탄 제1공화국이 중국국민당에게 패배하면서 우루무치에서 포로로 잡혀 처형되었다.